# 予言者育成学園 Fortune Tellers Academy
『予言者育成学園 Fortune Tellers Academy』（よげんしゃいくせいがくえん フォーチュンテラーズアカデミー）は、スクウェア・エニックスより配信されていたiOS・Android用ゲームアプリ。サービス期間は2016年2月15日 - 2018年6月29日。基本プレイ無料（アイテム課金制）。略称は「FTA」「予言者育成学園」。

## 概要
現実世界の出来事の、未来の展開を予知する「リアル連動ゲーム（RXG）」を提唱している。主人公は予言者の育成を目的とした魔法学園の生徒となり、予言テストと呼ばれる未来当てゲームに挑戦する。現代日本で数日以内に起こる出来事に関する内容が出題され、選択肢の中から正解と思う未来を選んでゆくことがメインの遊びとなる。
開発はデジタル・ワークス・エンターテインメントが担当し、2017年11月1日より運営についても同社へ移管された。
プロデュースとゲームデザインを担当する藤澤仁のスクウェア・エニックス退社に伴い本タイトルの運営終了も発表され、2018年6月29日をもってサービスが終了された。

## あらすじ
かつて、予言者は閑職の象徴だった。今から2年前、異界に棲む亜人種アルカナが現れ、人類を喰い始めた。滅びゆく人類が手にしたのは、この世界で予言者だけがアルカナを使役し戦うことができるという、ただひとつの希望。そのため臨時世界政府からの特命に従い、予言者育成学園「フォーチュン・テラーズ・アカデミー」（通称FTA）へ、多くの少年少女たちが入学することになった。

### 各章のあらすじ
第1章「光射す未来、反射する夢」入学式から数日後、主人公は机の上に置かれていた１枚のメモを見つける。メモの指示通りに向かった教室で待っていたのは、レンヤ、リンリ、ココ、テオと名乗る４人の少年少女と、「ミスリサ部へようこそ」と書かれた新たなメモだった。
第2章「礼拝堂の少女」古い未解決事件ファイルに残されていた、生徒を呪い殺す「礼拝堂の少女」の記録。興味を持った新入部員のチカは、主人公とリンリを誘い夜の礼拝堂に忍び込むが……。
第3章「カンパニールの教室」天才と呼ばれる学生は、ある日忽然と姿を消してしまう――。FTAに伝わる七不思議を調べていくうちに、主人公とレンヤは意外な人物のウワサを耳にする。
第4章「導き手の資質」部長になることを目指すリンリは、部の方針をめぐり主人公たちと対立してしまう。主人公たちとリンリはそれぞれ別の事件の調査に入るが、やがてふたつの事件は奇妙な交差を見せはじめる。
第5章「殺人鬼アンガルドの伝説」いじめをする生徒に天罰を下すという伝説の殺人鬼アンガルドがよみがえる。殺人鬼の影に怯える生徒たちを救おうと名乗りを上げたのは、学年きっての秀才ランディとアーロンだった。
第6章「クラブ対抗クイズ大会！」とある大失態のため、クイズ大会優勝を余儀なくされたミスリサ部。部員総出で予習に励むが、予言問題が全員苦手という窮地におちいり――！？
第7章「ベルフェゴールの秘薬」召喚担当教師、マルセイユ先生には悩みがあった。その悩みを解決すべく召喚した悪魔の秘薬が、彼女に悲劇をもたらす。
第8章「騒乱！　生徒会長選挙」未来への希望を持ちFTAの生徒会長に名乗りを上げたのは、主張が逆のふたりの生徒だった。正しき主張同士がぶつかりあい、やがて対立は激化してゆく。
第9章「終章なき英雄譚」新入生がアルカナの使役に挑む中、より強いアルカナへの執着をみせるランディ。そんな彼をバトル担当教師のジャックマン教頭が注意深く見守っていたが……。
第10章「にわか雨」ある雨の日、自分の気持ちを言葉にできないと思い悩むオルフィの前に現れたのは、弁論大会のチャンピオンだった。彼はオルフィに、ひとつの交換条件を持ちかける。
第11章「黒の国のケルベロス」黒魔術の授業でふとしたことから悪魔を呼び出したココ。それ以来アマ黒部が勧誘にくるようになり……。

## 世界観

### ミシアレシア魔法国
予言者育成学園FTAがある、主人公たちの暮らす国。
架空世界ジパングゲーム中では現代日本のことをこのように呼ぶ。FTAの生徒たちは、架空世界の出来事を予知することで予言者としての力を磨いていく。

### 異界セフィロト
アルカナたちが暮らす世界。大予言者エドガンの起こした事故により、異界との境界である「セフィロトの門」が消滅したことで、こちらの世界へのアルカナたちの流入を招いた。セフィロトの中には四つの異界が存在し、それぞれ戦争状態にある。
杖の異界ブリアー魔法を自在に操るエルフたちが暮らす国。魔女王ミオソティスの庇護のもと、魔法研究院と錬金結社で魔術の研究がおこなわれている。
聖杯の異界イェツィラー信仰とともに生きる妖精たちが暮らす国。兵士が少なく、戦争で幾度も大地を焼かれてきた。奇跡の少女の到来を待ち望んでいる。
剣の異界アツィルトバランチカと呼ばれる翼の生えた種族が暮らす国。武を重んじ、剣王ジークフレオンの指揮下で王立騎士団が強大な力を誇っている。城下にはスラムが点在し、貧富の差が激しい。
硬貨の異界アッシャー空飛ぶガレオン船に築かれた獣人たちの国。父の志を継ぎ、現座長のアマルバドルが娯楽の国の名のもとに各地で興行をおこなっている。

## ゲームシステム

### 予言テスト
現代日本で、数日以内に起こる出来事が出題テーマとなる。用意された数種類の選択肢の中から正解と思う未来を選び、ゴールド（ゲーム内通貨）を投資する。各選択肢には倍率が設定されており、選択しているプレイヤーが多いほど倍率は下がり、少ないほど上がる。選択には「PP」を消費する。数日後に答え合わせが発生し、選んだ選択肢が当たっていれば、倍率に応じたゴールドと経験値を獲得できる。

### 戦闘
予言を行った時や予言が的中した時にアルカナとの戦闘が発生する。予言を行わなくとも「アルカナ捜索」で戦うこともできる。戦闘は取り置くこともできる。
本作品の戦闘はターン制で進行するコマンド選択式バトルであり、所持しているアルカナを4体選んで戦わせる。アルカナは自動で行動し、プレイヤーはターン開始前に特技を使いアルカナをサポートする。また、プレイヤーは「絶対予知」を行い、次の相手の行動を知ることができる（最大3回）。ランダムで「自動予知」することもあるが、的中率は絶対予知より低い。アルカナは「必殺技」を持ち、戦闘中の行動によって必殺ゲージが最大まで溜まるとプレイヤーが任意で発動させられる。
バトル中には勝利できる確率「戦勝確率」が表示されている。100%の時に数値をタップするとバトルが自動かつ高速で進行する。
勝利すると相手アルカナを捕獲できる。

### ストーリー
学園の「ミステリーリサーチ部」を舞台に、ミステリー小説仕立てのストーリーが展開される。ゲーム中の基本操作を行うと報酬が貰える「本日のプリント」をクリアすると、1話ずつアンロックされていく。ゲームプレイとは切り離されており、読まなくても支障はない。

## 開発
- 運営 - スクウェア・エニックス
- 開発 - Digital Works Entertainment
- プロデューサー - 藤澤仁
- 問題制作 - 眞形隆之、日髙大介、小堀裕也、上村彩子
- メインキャラクターデザイン - 越島はぐ
- 大アルカナデザイン - PALOW
- 杖の異界キャラクターデザイン - 典樹
- 剣の異界キャラクターデザイン - サトウテン、黒檀きつねん
- 聖杯の異界キャラクターデザイン - 五浦マリ、倉澤もこ、いけだじゅん、エシュアル、竹森真太郎、サトウテン、DWE
- 硬貨の異界キャラクターデザイン - MICO、桐木憲一、竹森真太郎、ブンお、典樹、DWE
- 守護天使・悪魔キャラクターデザイン - 月岡月穂、まるえ、典樹、桐木憲一、黒檀きつねん、五浦マリ、サトウテン、エシュアル
- 楽曲 - 坂本英城、rionos
- 主題歌 - サラ・オレイン

プロデューサーの藤澤仁は「ドラゴンクエストシリーズ」に関わっていた時に、同シリーズの職業として敵の攻撃を読む「予言者」というものを考えていたが、それを最初からスマートフォンのゲームに繋げて考えていたわけではなかった。藤澤は、誰も見たことのないゲームを作ることを考えていた時に「リアル脱出ゲーム」や「人狼」といったコンピュータを使用しないアナログゲームに触れ、若者たちがアナログゲームのことを真剣に受け止めていることに気づき、アナログゲームとコンピュータゲームの中間はどんなものになるかを考え始めた。そして、世の中のニュースを題材にしたら何ができるかと考えを巡らすうちに、前述の「予言者」と繋がった。
キャラクターデザインは越島はぐが担当。普段は衝動買いをしないという藤澤が、越島がイラストを担当した小説『ビブリア古書堂の事件手帖』はいわゆる「ジャケ買い」をしてしまったといい、絵が大きな魅力だったためであると自己分析した。そして新しいゲームを作るなら、自分がインスピレーションを受けた相手に頼むべきと考え、越島が起用された。